# Kulturpsykologi
Kulturpsykologi avser den del av psykologin som studerar hur enskilda människor och grupper växer in i det kulturmönster där de lever och verkar. Kulturpsykologin undersöker hur det mänskliga psyket och kultur (i vid bemärkelse) skapar varandra och menar vidare att de två enheterna inte kan separeras från varandra. Kulturen påverkar det mänskliga psyket på så vis att den leder oss in i tankebanor som premieras av det sammanhang och den miljö vi befinner oss i. Åt andra hållet producerar vi kultur genom de praktiker, handlingar och preferenser vi har.